# Мамажонов, Комилжон
Комилжо́н Мамажо́нов (узб. Komiljon Mamajonov; 5 мая 1939, Ферганская область — 23 декабря 2014, Ферганская область) — руководитель фермерского хозяйства в Ферганской области, Герой Узбекистана (1995).

## Биография
С 1955 г. работал в колхозе в Ташлакском районе — рабочим, механизатором, с 1967 г. — бригадиром хозяйства. С 2003 года руководил фермерским хозяйством узб. «Мамажонобод Қаҳрамон». Выращивал хлопок, зерно и другую сельскохозяйственную продукцию. Внедрял современные технологии, создавал многопрофильное фермерское хозяйство.

## Награды и признание
- Заслуженный хлопкороб Узбекистана (1989)
- Герой Узбекистана (1995).